# Царь

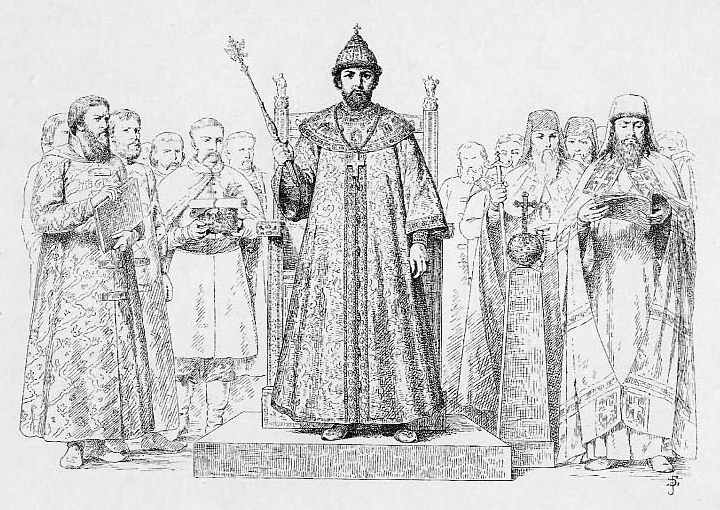
Русский царь Алексей Михайлович Романов (1645—1676). Рисунок Василия Петровича Верещагина, 1896 год

Царь (от цьсарь, цѣсарь — цесарь, лат. caesar, др.-греч. καῖσαρ) — один из титулов славянских монархов.
Царь — основной титул монархов Русского государства с 1547 года (Иван Грозный) по 1721 год (русский царь Пётр I объявлен «Императором Всероссийским»). Впоследствии титул император Всероссийский стал основным, но слово «царь» продолжало повсеместно использоваться, в особенности на Западе, применительно к российскому монарху, и, кроме того, продолжало входить в его полный титул, как составная часть. Также титулом царь пользовались монархи Болгарии и Сербии. Территория, которая находится под управлением царя, называется царство.  Русскому — «царь» соответствовал один из официальных титулов византийских самодержцев — «Басилевс».
В славянской книжной культуре и по сей день царями называются многие правители прошлого, в первую очередь, упоминаемые в Библии. Кроме того, в русских летописях царями также называли ханов Золотой Орды и государств-преемников. Их детей, соответственно, также называли царевичами.
В иносказательной речи слово царь используется для обозначения первенства, доминирования: «лев — царь зверей».

## Этимология

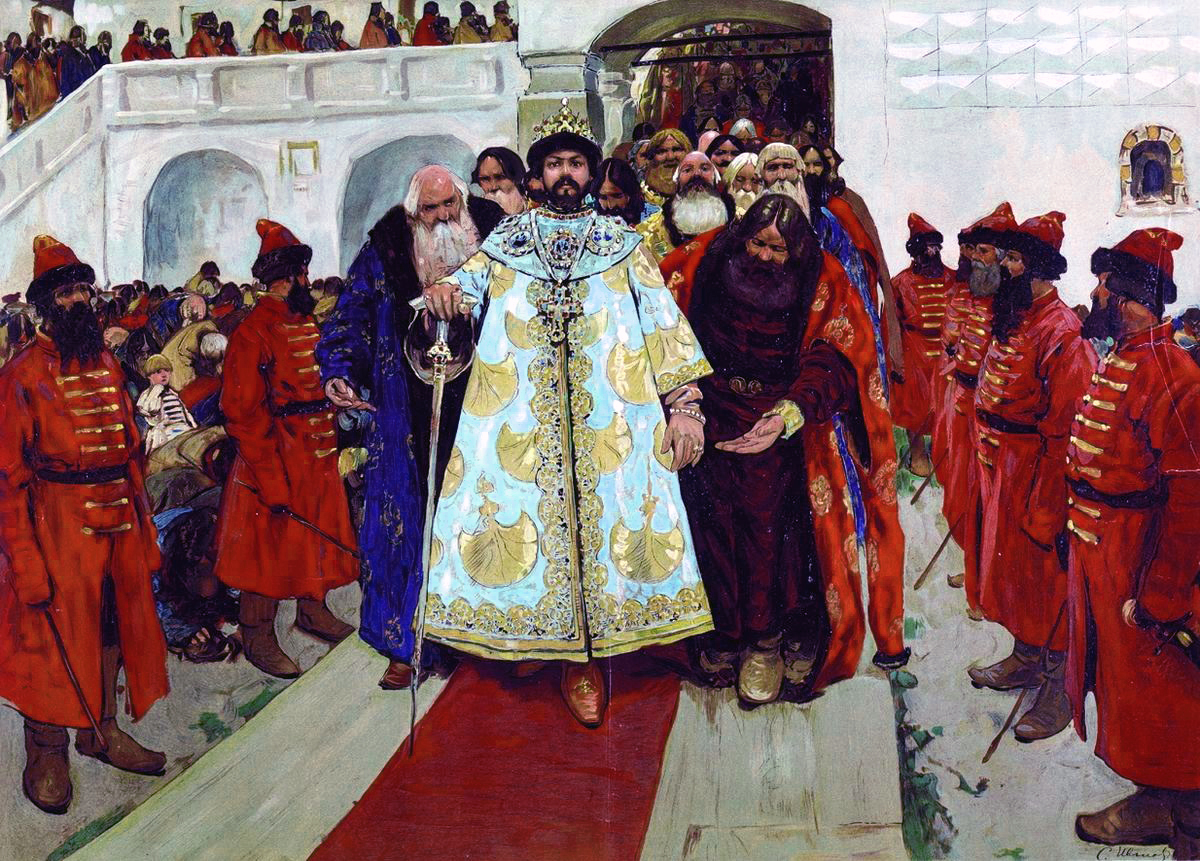
Сергей Васильевич Иванов. «Великий государь, царь и самодержец всея Руси». Илл. из издания Иосифа Николаевича Кнебеля «Картины по русской истории» (1908)

Caesar (цезарь или кесарь) — обязательная часть титула императоров времён Римского государства и позднее — Западной Римской империи и Восточной Римской империи, происходящая от имени Юлия Цезаря и отражающая таким образом преемственность власти императоров от него. Интересно, что у самих римлян титул «цезарь» не соответствовал понятию «царь», который у римлян именовался рекс (лат. rex). Сам Юлий Цезарь никогда не стремился к титулу rex, памятуя о печальной судьбе последних из семи римских царей (лат. Reges Romae, англ. kings of Rome). Когномен же самого Юлия Цезаря некоторые историки склонны переводить, как «волосатый», имея, впрочем в виду не самого Гая Юлия, а кого-то из его предков, так как в роду Юлиев он был не первым Гаем и Цезарем.
Латинское Caesar было позаимствовано в качестве титула верховного правителя соседними с римлянами народами — напр. готское kaisar, а затем немецкое Kaiser (кайзер), болгарское и сербское «цар», русское «цесарь», «кесарь» и собственно «царь».
Согласно Максу Фасмеру, слово цесарь пришло в праславянский через готское kaisar, либо же напрямую из латинского caesar. В праславянском звучало как *cěsarь, затем сократилось до цьсарь, и затем царь (аналоги такого сокращения известны в германских титулах, например, швед. kung и англ. king из kuning); точная датировка этих изменений затрудняется тем, что это слово записывалось обычно под титлом (црь или цсрь, что не говорит о реальном произношении). В современном украинском, белорусском, болгарском, македонском и сербском языках — «цар».
В письменных памятниках это славянское слово известно с 917 года, времени болгарского царя Симеона I Великого. Он был первым монархом, который принял титул «царь». Первая надпись со словом «царь» — это преславская эпитафия на могиле чергубыля Мостича.
Царь Болгарии Симеон II (царствовал в 1943 – 1946 гг.) является последним монархом, носившим титул «царь», а также последним славянским монархом в истории человечества.

## История значений слова

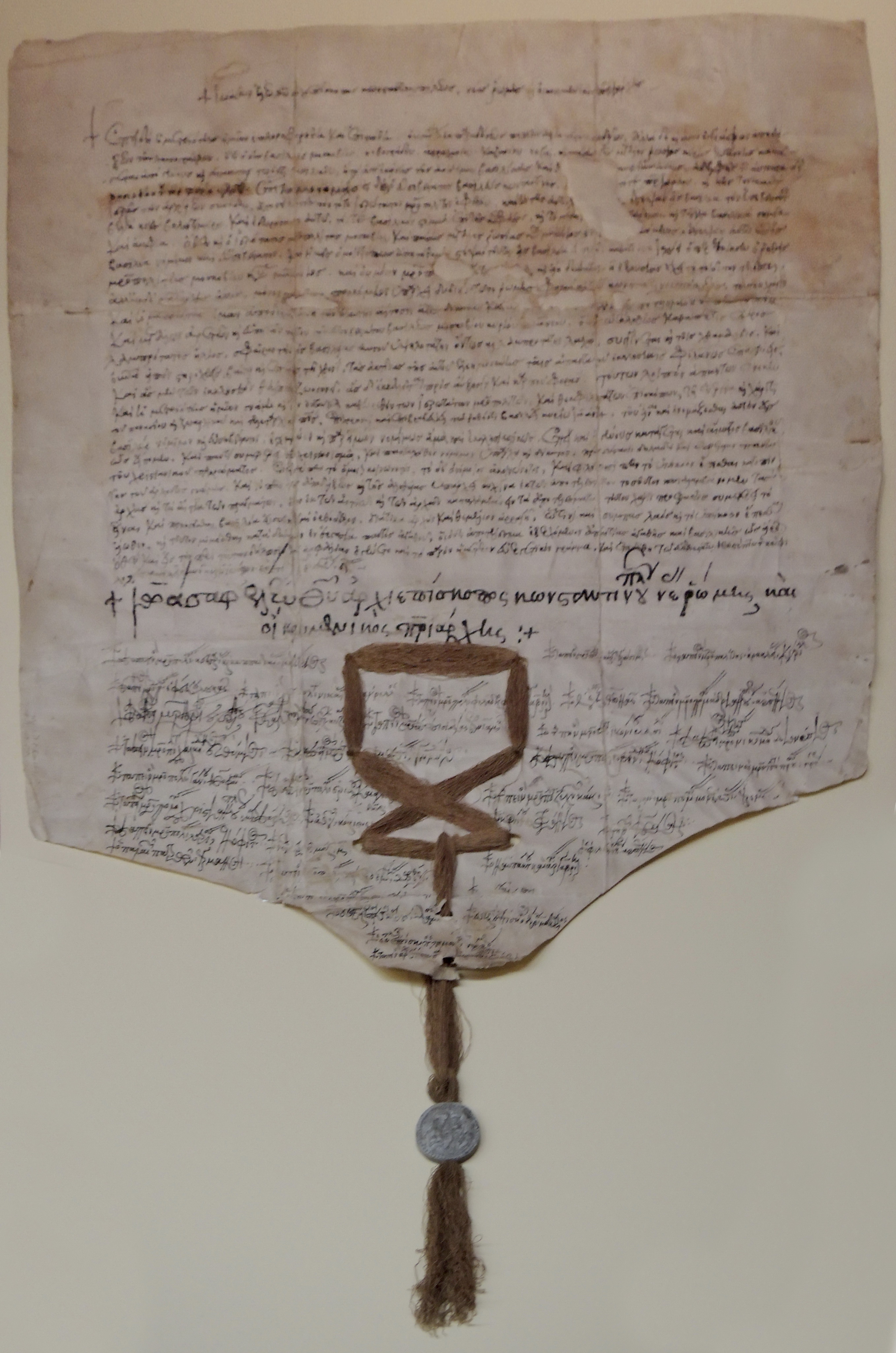
Грамота константинопольского патриарха Иосафа II и собора православной восточной церкви об утверждении за Иваном IV царского титула. Константинополь, декабрь 1560. РГБ

Первоначально слово использовалось славянами для обозначения римских и византийских императоров (отсюда славянское название византийской столицы — Цесарьградъ, Царьградъ); с развитием книжности этим термином стали обозначать также древних владык, известных из исторической и церковной литературы, например, правителей Израиля и Иудеи: царь Давид, царь Соломон (переводя таким образом греческое слово βασιλεύς). Слово «цесарь» также использовалось для обозначения германского императора. После монголо-татарского нашествия на Руси царский титул стал прилагаться к правителям Золотой Орды, а после её распада — к правителям всех тюрко-татарских ханств.

При этом царе Азбяке в Орде его повелением было убито пять великих русских князей: великий князь Михайло Ярославич Тверской, и два сына его, великий князь Дмитрий Михайлович и брат его великий князь Александр Михайлович, великий князь Василий Рязанский, великий князь Иван Ярославич Рязанский; да три удельных князя: князь Александр Новосельский, князь Федор Александрович, внук святого блаженного великого князя Михаила Ярославича Тверского, и князь Федор Иванович Стародубский. При этом же царе Азбяке убит был в Орде благочестивый и великий князь Юрий Данилович Московский великим князем Дмитрием Михайловичем Тверским, без повеления царя Азбяка. А всего убито было царем Азбяком в Орде великих князей и удельных князей — девять человек.
— Лицевой летописный свод
… казацкие орды Ак-Назара царя, Шигая царевича и Челыма царевича, а с ним 20 царевичей приход был в Ногаи и бой был.Семён Мальцев, посол к ногайским мурзам от царя Ивана IV, 1569
Среди славянских стран титул царя носили правители Болгарии в 893—1014, 1185—1396, 1908—1946 и Сербии в 1346—1371 годах.
Книжная традиция называть «царями» древних правителей сохранилась в русском языке до наших дней (также в некоторых других славянских языках). В русском словоупотреблении XIX века, особенно простонародном, этим словом подчас обозначали монарха вообще. Неформально этот термин в качестве почётного определения (в виде «цесарь», а затем и «царь») спорадически употреблялся правителями Руси начиная с XI века и систематически со времён Ивана III (в основном при дипломатических сношениях). Его внук Иван IV Грозный по достижении совершеннолетия короновался как Царь Всея Руси (1547). Таким образом, термин «царь» из почётного определения превратился в официальный монарший титул, а государство по монаршей титулатуре стало называться Российским царством.
В 1721 году Пётр I принял в качестве основного титул «император». Однако неофициально и полуофициально титул «царь» продолжал употребляться до свержения монархии в феврале-марте 1917 года (в частности, в государственном гимне; слово, если оно относилось к российскому монарху, полагалось писать с заглавной буквы). Кроме того, вплоть до революции, титул «царь» входил в официальную полную титулатуру (Государев титул) Императоров Всероссийских, причём неоднократно:

Царь Казанскій, Царь Астраханскій, Царь Польскій, Царь Сибирскій, Царь Херсониса Таврическаго, Царь Грузинскій.

В 1713 году Андрей Артамонович Матвеев в своей дипломатической переписке, писал:

… относительно императорского титула спору быть не может: не только нынешняя королева великобританская, но и предшественник ее, король Вильгельм, всегда в грамотах своих писал нашего государя императорским величеством, и многие книги палатные в самой империи дают русскому царю первое место после императора и Великую Россию называют империум безо всяких наших запросов и трудностей…

В 1718 году царь Пётр I, для демонстрации обоснования своего императорского титула, распорядился напечатать на европейских языках грамоту императора Максимилиана I великому князю московскому Василию III, приподнесённую в 1514 году послом Юрием Шейцен-Памером, в которой князь называется титулом «kayser» — цезарь, император.
Самый первый царский титул в дипломатической переписке появляется в 1489 году, когда посол Священной Римской Империи предложил Ивану III королевский титул, но тот отказался, со словами: «мы Божиею милостию государи на своей земле изначала… а поставления как прежде ни от кого не хотели, так и теперь не хотим».

## Межъязыковые соответствия
- На монгольский язык русское слово «царь» переводится как хан (монг. Хаан), напр. Царская Россия — монг. Хаант Орос.
- В русском языке слово «царь» традиционно используется для обозначения монархов древности (евр. מֶלֶךְ «мелех», греч. βασιλεύς «базилевс», лат. rēx «рекс» и т. п.), в то время как в большинстве западноевропейских языков для этой цели используется титул, обычно переводимый на русский язык, как «король» (англ. king, фр. roi и т. д.)[12]. Часто это создаёт путаницу при переводе иностранных фильмов, книг и компьютерных игр.

## Гипотезы восточного происхождения термина
Некоторые историки и писатели, начиная с Карамзина, выдвигали гипотезы об ассиро-вавилонском или праиндоиранском (у Карамзина — «древнем восточном») происхождении термина.
Николай Михайлович Карамзин в «Истории государства Российского» писал:

… Изяслав II и Дмитрий Донской назывались Царями. Сие имя не есть сокращение латинского Caesar, как многие неосновательно думали, но древнее Восточное, которое сделалось у нас известно по Славянскому переводу Библии и давалось Императорам Византийским, а в новейшие времена Ханам Монгольским, имея на языке персидском смысл трона или верховной власти; оно заметно также в окончании собственных имён Монархов Ассирийских и Вавилонских: Фаллассар, Набонассар, и проч.

Сходную точку зрения отстаивал А. С. Хомяков в своих записках о всемирной истории (ср. др.-перс. xšaϑra — «царство»).
Н. А. Морозов предполагал семитское происхождение слова «царь».
А. Быков выводил «царь» от монгольского слова «ссар».
В. И. Щербаков полагал, что титул «царь» самобытен и произошёл от имени, а затем от фамильного прозвища, которое первоначально не имело отношения к царскому роду, престолу и даже к знати.
П. М. Золин и В. М. Кандыба называют титул «Цесарь» (цҍсарь) «формой XIII века», указывая в качестве вероятного источника происхождения более ранние слова с корнем «сар»: «Сарматия, Сар-педон, Сар, сарра-кены (аланы), сар-геты и т. п.».

## Титулы царской семьи
- Царица — царствующая особа либо супруга царя.
- Царевич — сын царя или царицы. Кроме того, титул был дан некоторым потомкам самостоятельных татарских ханов, например, потомки Кучума, хана Сибири, имели титул «царевичи Сибирские».
- Царевна — дочь царя или царицы.

В Российской империи
- Цесаревич — титул наследника престола, полный титул Наследник Цесаревич, неформально сокращаемый в России до Наследник (с заглавной буквы) или Цесаревич.
- Цесаревна — супруга цесаревича. Этот титул применялся также к дочерям Петра I Анне, Елизавете и Наталье после принятия их отцом титула императора (1721).

## Географические названия
- Царьград
- Царицыно
- Царское Село — переосмысление названия финского происхождения Сарское Село
- Царёв-Борисов
- Белоцарск
- Царевококшайск
- Царицын — переосмысление названия, вероятно, тюркского происхождения (ср. тюрк. сары жёлтый)

## Использование в составных словах
- Царь-колокол
- Царь-пушка
- Царь-бомба
- Царь-танк
- Царь-книга
- Царь-рыба